# Llac Salton

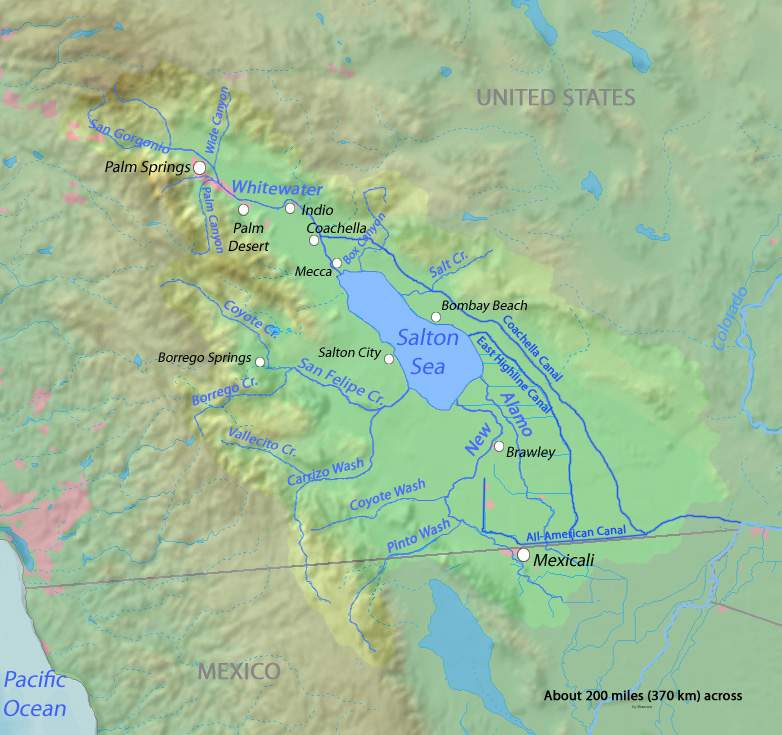
Mapa de la conca de drenatge del llac Salton

El llac Salton (en anglès, Salton Sea) és un llac salí endorreic situat directament sobre la falla de San Andres principalment a l'Imperial Valley del sud de Califòrnia als Estats Units. El llac de Salton ocupa la zona més baixa del Salton Sink al Desert de Colorado i com la Vall de la Mort (Death Valley), el llac Salton està per sota del nivell del mar, concretament uns 70 metres més baix. Els rius que van a parar al llac Salton són: el New River, el Whitewater River i el Alamo River, com també l'escolament dels regadius de la zona.
En no tenir una sortida de les seves aigües, presenta greus problemes de degradació mediambiental que s'intenten resoldre.
Encara que la mida del llac fluctua per l'escolament dels regadius i les precipitacions, de mitjana fa uns 24 km x 55 km i amb una superfície de 1.360 km² és el més gran de Califòrnia
La salinitat d'aquest llac és de 44g/L, que és més gran que la salinitat de l'oceà Pacífic (35 g/L), però menor que la del Great Salt Lake (que va de 50 a 270 g/L); la concentració de sal augmenta un 1% cada any.

## Història
Fa uns 3 milions d'anys, durant el Plistocè, el riu Colorado va formar un delta al sud de la regió de l'Imperial Valley. El delta hauria creat un embassament natural que va formar el Llac Salton.
De manera alternada el llac Salton va ser un llac d'aigua dolça o d'aigua salada, segons el balanç entre l'entrada d'aigua i les pèrdues per evaporació.
El Llac Salton va desaparèixer i es va tornar a crear l'any 1905 per una gran inundació i fosa de neu.
A la dècada de 1920 esdevingué una atracció turística.

## Fauna
És molt important l'avifauna amb unes 400 espècies d'ocells documentades. Té el 30% dels pelicans blancs americans.